# Peruonto

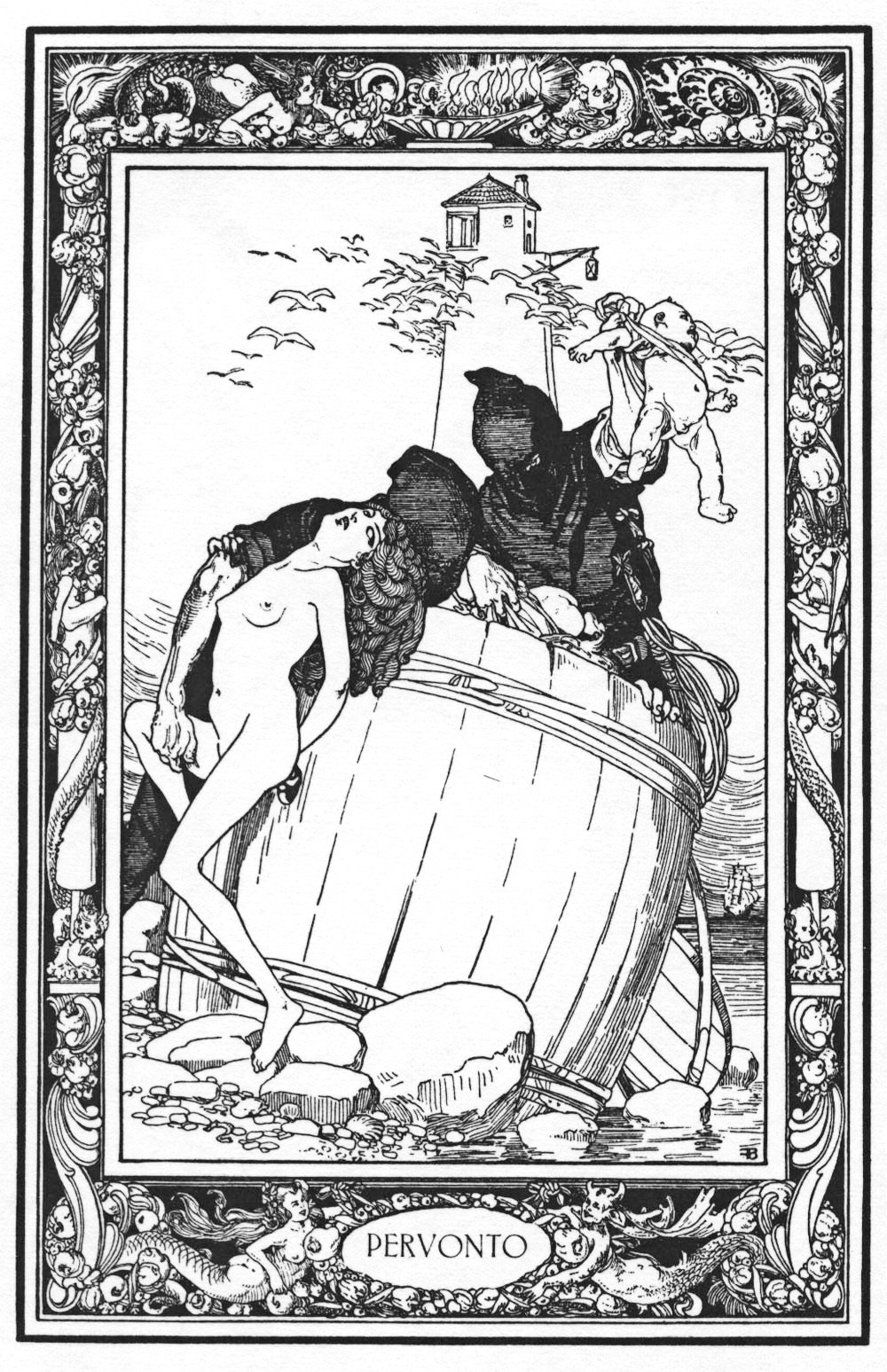
Illustration von Franz von Bayros, 1909

Peruonto (auch Pervonto) ist ein Märchen (AaTh 675: Der faule Junge). Es steht in Giambattista Basiles Sammlung Pentameron als dritte Erzählung des ersten Tages (I,3). Zudem ist es auch im dänischen, isländischen, italienischen, griechischen, armenischen, georgischen und türkischen Sprachraum bekannt.

## Inhalt
Der Idiot Peruonto erhält zum Dank von drei Feensöhnen, denen er Schatten spendet, dass sich erfüllt, was er wünscht. Als er nun auf einem Reisigbündel heim zur Mutter reitet, lacht bei dem Anblick die sonst traurige Königstochter Vastolla. Da verwünscht er sie, „gleich von dieser Rute schwanger“ zu werden. Der König ist gekränkt, als er die Schwangerschaft bemerkt, und lässt seine Räte tagen. Die beschließen ein Festmahl für reiche, dann eines für arme Bürger, da sind die Zwillingssöhne sieben Jahre alt und suchen sofort Peruontos Nähe, was ihn verrät. Man wirft Vastolla, die Kinder und ihn in einem Fass ins Meer. Er verwandelt es in ein Schiff und zuletzt in ein Schloss. Dort findet sie auch der König und wird versöhnt.

## Bemerkungen

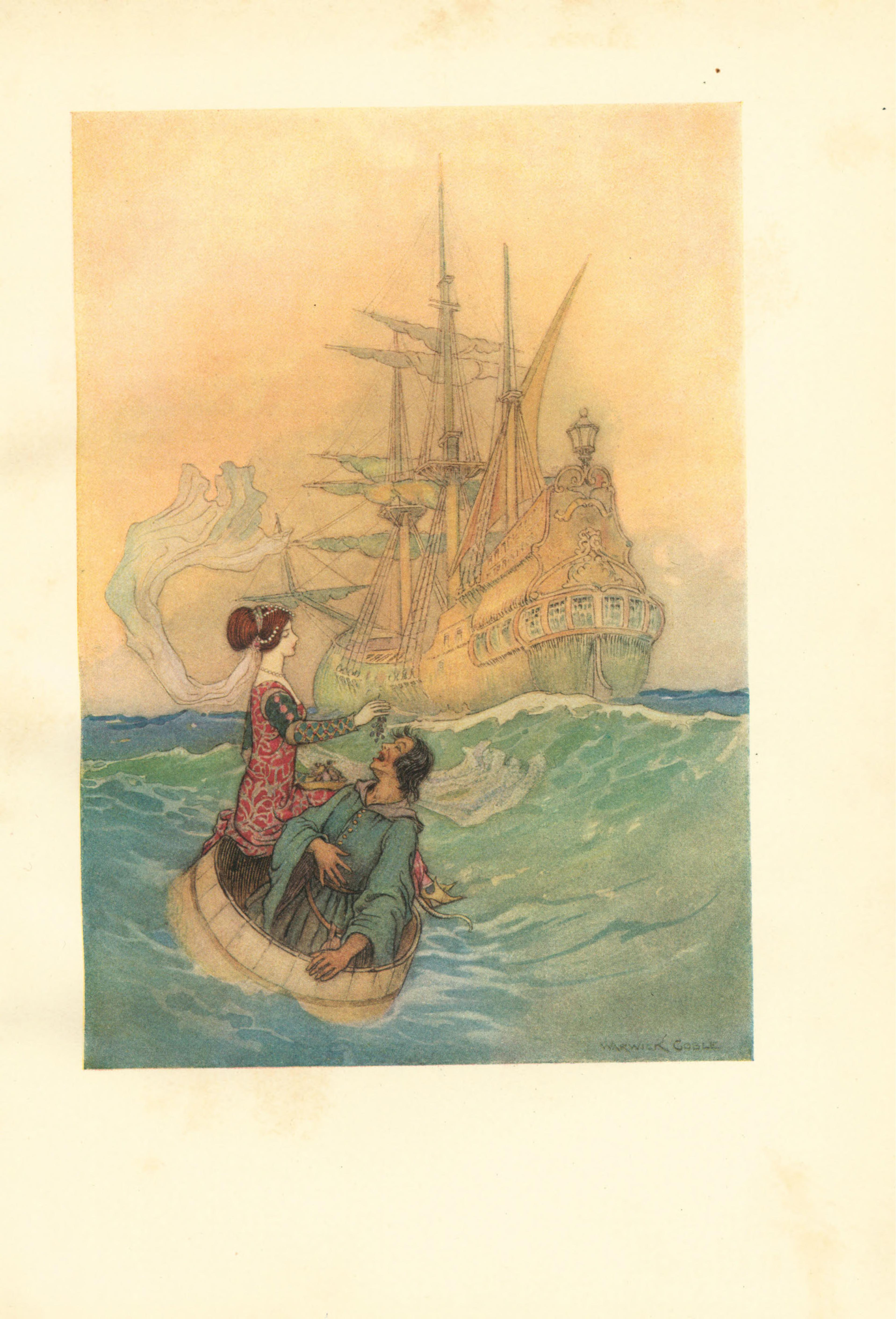
Illustration von Warwick Goble, 1911

Das Märchen steht schon bei Straparola als III,1 Pietro pazzo. Peruonto weist etymologisch auf 'per-unctus', d. h. 'gesalbt', in ironischer Anspielung auf seine Herkunft. Der König ärgert sich, „daß die Bohne in diesem Dreikönigskuchen, der Hauptgewinn der Wohlfahrtstombola auf diesen häßlichen Dorfdeppen gefallen war“. Zur traurigen Königstochter vgl. die Rahmenhandlung des Pentameron und III,5 Der Mistkäfer, die Maus und die Grille, zur List mit dem Fest I,6 Die Aschenkatze. Zu den Feenknaben, hier ein blindes Motiv, vergleicht Rudolf Schenda Dan 3,15  und Mt 17,1 . Er nennt zur mündlichen Verbreitung in Italien beispielhaft Lu loccu di li passuli e ficu und La favola del falchetto in Pitrès sizilianischer und toskanischer Märchensammlung. Die erste deutsche Übersetzung stand in von der Hagens Erzählungen und Märchen von 1825 nach einer gekürzten italienischen Fassung, vollständig dann bei Liebrecht, ohne diverse sexuelle Metaphern des barocken Originals. Christoph Martin Wieland schrieb eine Nacherzählung in Versen unter dem Titel Pervonte. Walter Scherf zufolge bezeichnete man lange Zeit den ganzen Erzähltyp AaTh 675 als Pervonto-Märchen. Vgl. Aulnoys Der Delphin, Grimms Die goldene Gans, Hans Dumm.

## Versionen
Svend Grundtvigs dänische Version aus dem Werk Dänische Volksmärchen – Nach bisher ungedruckten Quellen erzählt (Leipzig, 1878) berichtet von dem faulen Lars, der durch einen zufällig gefangenen Fisch drei Wünsche erhält. Er wünscht sich eine Waschbank, die ihn trägt wohin er möchte und als die Prinzessin dies sieht sowie über ihn lacht, wünscht er dieser ein Kind. Nachdem dieses ihn, durch das Überreichen eines goldenen Apfels, als seinen Vater erkennt, verstößt der König seine Tochter, die den faulen Lars dann, durch den letzten Wunsch, viele Wünsche wünschen lässt. Daraufhin wünschen sie sich ein Schloss und dass der König samt Hofstaat bei ihnen ein Mahl einnimmt. Diesem wird dann Geschirr und Besteck in die Taschen gewünscht, sodass er als Dieb dasteht, doch seine Tochter klärt ihn schließlich über die Wünsche auf und wie es zu ihrer Schwangerschaft kam. Der deutsche Titel lautet Die Wünsche. In einer anderen dänischen Version aus Jens Kamps Werk Danske Folkeeventyr (Kopenhagen 1879), die unter AT 675 eingeordnet und von ebenjenen auf Bogø aufgezeichnet wurde, ist es ein Frosch, der die Wünsche gewährt. Diese Version bekam im Deutschen die Titel Der faule Lars, der die Prinzessin bekam und Der faule Lars.
Auch die isländische Version aus dem Werk Die neuisländischen Volksmärchen. Ein Beitrag zur vergleichenden Märchenforschung. (Halle 1902) von Adeline Rittershaus bekam den Titel Die Wünsche. In dieser gewährt ein Mann sieben Wünsche und fliegt der faule Sigurður auf einen Topf. Auch werden er und die Prinzessin in einer Kiste auf dem Meer ausgesetzt. Zuletzt wird sich zwischen ihrem Schloss und dem des Königs eine Brücke gewünscht, die der König neugierig überquert, dabei aber fast verhungert und es wird ihm sein Unrecht vor Augen geführt. Eine weitere isländische Version aus der Landesbibliothek in Reykjavik berichtet von einem Bauernsohn, der so faul ist, dass er nicht einmal isst, worauf ihm seine Mutter einen Sack mit Skyr über das Bett bindet, sodass dieser ihm in den Mund laufen kann. Einmal aufgerafft findet er dann einen Wunschstein, wodurch er sich einen Goldkamm, eine Goldspindel und einen Goldring wünscht, die er der Prinzessin im Tausch für die Berührung ihres nackten Fußes und Beines sowie eine Nacht auf dem Boden in ihrem Zimmer überlässt. Er wünscht sich dann zu ihr ins Bett, ohne dass sie es merkt und als sie schwanger wird, wird er durch den Goldring, der nur ihm und der Prinzessin passt, der Vaterschaft überführt. Beide werden auf dem Meer ausgesetzt, doch mit dem Wunschstein werden sie König sowie Königin und der Vater der Prinzessin wird zur Strafe tributpflichtig gemacht. Diese Version wurde von Snorri Jónsson auf Norður-Reykir im Mosfellssveit aufgezeichnet.
Giovanni Francesco Straparolas italienische Version ähnelt der von Grundtvig. Weitere ähnliche deutsche Versionen finden sich in Karl Müllenhoffs Sagen, Märchen und Lieder der Herzogtümer Schleswig, Holstein und Lauenburg (Kiel 1845, Nr. 607: Der faule Hans), wobei hier gleich nach der Überreichung des goldenen Apfels Hochzeit gefeiert wird und in Adalbert Kuhns Märkische Sagen und Märchen nebst einem Anhange von Gebräuchen und Aberglauben (Berlin 1843, Nr. 5: Der dumme Michel). In beiden Versionen fehlt der erste Wunsch. Letztere Version, in der am Ende ebenfalls eine Brücke zum Reich des Vaters gewünscht wird, stammt aus Brodewin i. d. U. M.
In Johann Georg von Hahns griechischer Version aus dem Werk Griechische und Albanesische Märchen (Leipzig 1864, Nr. 8: Der halbe Mensch) ist der Protagonist ein halber Mensch mit halben Kopf und halben Körper, wofür er von der Prinzessin verspottet wird. Nachdem das Kind ihn dann als seinen Vater erkennt, werden alle drei in einem Fass dem Meer übergeben, woraufhin sich die Prinzessin durch den halben Mensch allerlei Dinge, wie ein Schloss und sprechendes Besteck wünscht. Auch hier wird dem König sein Unrecht vor Augen geführt, wodurch er seine Tochter wieder aufnimmt und mit einem hohen Mann verheiratet. Der halbe Mensch aber bekommt die schönste Sklavin zur Frau. Die Version stammt aus Kapessowo in Qagori. In vielen Versionen werden die Wünsche durch einen Fisch gewährt.
Sehr selten ist das Märchen in Kaukasien, von wo eine armenische (dt. Titel Der Rotfisch) und eine entfernte georgische Variante (Dolidze, Nr. 16) bekannt sind. Letztere Variante stammt wohl aus dem Iran und beginnt mit AaTh 738*. Auch existieren drei türkische Varianten, die der armenischen nahestehen.

## Einzelnachweise

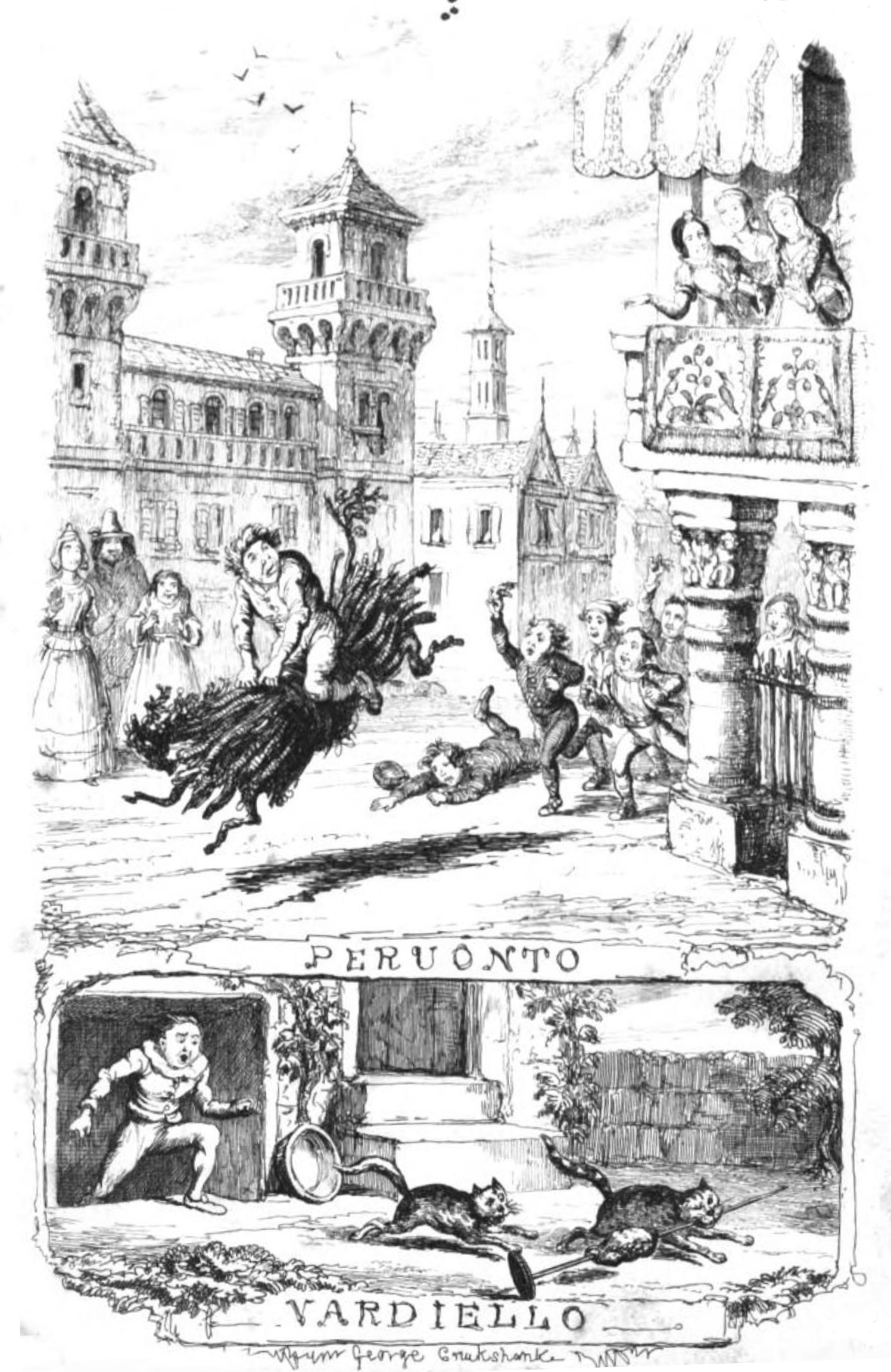
Illustration von George Cruikshank zu Peruonto und Vardiello, 1850